# Dichostatoides
Dichostatoides is een kevergeslacht uit de familie van de boktorren (Cerambycidae). De wetenschappelijke naam van het geslacht werd voor het eerst geldig gepubliceerd in 1998 door Teocchi.

## Soorten
Dichostatoides omvat de volgende soorten:
- Dichostatoides biflavoplagiatus (Lepesme & Breuning, 1952)
- Dichostatoides camerunensis (Breuning, 1954)
- Dichostatoides depressus (Báguena, 1952)
- Dichostatoides flavoguttatus (Hintz, 1912)
- Dichostatoides flavopictus (Quedenfeldt, 1882)
- Dichostatoides hauseri (Hintz, 1912)
- Dichostatoides kuntzeni (Hintz, 1912)
- Dichostatoides lobatus (Jordan, 1894)
- Dichostatoides nigroguttatus (Jordan, 1894)
- Dichostatoides obliquelineatus (Breuning, 1942)
- Dichostatoides rubromaculatus (Breuning, 1938)
- Dichostatoides ugandae (Breuning, 1935)